# AIK Fotbolls säsong 1906
AIK lyckades inte säsongen 1906 särskilt bra i varken serie- eller cupspel. AIK kom näst sist i den nybildade Stockholmsserien och åkte ner till klass 2 samt slogs ut direkt ur Stockholms första distriktsmästerskap efter förlust med 1-0 mot Stockholms IK. I SM vägrades klubben delta trots att anmälningen kom in i tid och att laget gick till semifinal året innan.

## Tabell
|   |                | S  | V | O | F | GM | IM | MS  | P  |
| - | -------------- | -- | - | - | - | -- | -- | --- | -- |
| 1 | Djurgårdens IF | 10 | 6 | 3 | 1 | 18 | 5  | +13 | 15 |
| 2 | IFK Stockholm  | 10 | 4 | 4 | 2 | 20 | 12 | +8  | 12 |
| 3 | IFK Uppsala    | 10 | 3 | 5 | 2 | 19 | 13 | +6  | 11 |
| 4 | Mariebergs IK  | 10 | 4 | 2 | 4 | 11 | 13 | -2  | 10 |
| 5 | AIK            | 10 | 4 | 2 | 4 | 13 | 20 | -7  | 10 |
| 6 | Västermalms IF | 10 | 0 | 2 | 8 | 8  | 26 | -18 | 2  |

## Matcher
Alla matcher spelade 1906. AIK:s gjorda mål står alltid först.
| Datum       | Stadion | Motståndare    | Resultat | Match | Publik |
| ----------- | ------- | -------------- | -------- | ----- | ------ |
| 8 maj       | Okänd   | Mariebergs IK  | 1-2      | SSK1  | Saknas |
| 24 maj      | Okänd   | Västermalms IF | 3-2      | SSK1  | Saknas |
| 29 maj      | Okänd   | Djurgårdens IF | 0-4      | SSK1  | Saknas |
| 3 juni      | Okänd   | IFK Uppsala    | 0-2      | SSK1  | Saknas |
| 5 juni      | Okänd   | IFK Stockholm  | 1-4      | SSK1  | Saknas |
| 19 juli     | Okänd   | Västermalms IF | 1-0      | SSK1  | Saknas |
| 22 juli     | Okänd   | IFK Stockholm  | 2-1      | SSK1  | Saknas |
| 31 juli     | Okänd   | Djurgårdens IF | 0-3      | SSK1  | Saknas |
| 9 augusti   | Okänd   | Mariebergs IK  | 2-1      | SSK1  | Saknas |
| 9 september | Okänd   | IFK Uppsala    | 2-2      | SSK1  | Saknas |
| Okänd       | Okänd   | Stockholms IK  | 3-0      | SDM   | Saknas |

- SDM = Stockholms distriktsmästerskap
- SSK1 = Stockholmsserien klass 1